# سوئیچ (ترانه ویل اسمیت)
«سوئیچ» (انگلیسی: Switch) ترانه‌ای از ویل اسمیت، بازیگر و خوانندهٔ رپ آمریکایی است. این ترانه در ۱۴ فوریهٔ ۲۰۰۵ به‌عنوان نخستین تک‌آهنگ از چهارمین آلبوم استودیویی اسمیت به نام گمشده و پیدا شده (۲۰۰۵)، توسط اینترسکوپ رکوردز منتشر شد. اسمیت این ترانه را با کوامه «کی۱ میل»، که تهیه‌کنندهٔ این قطعه نیز بود، و با همراهی لنی بنت نوشته‌است. این تک‌آهنگ پس از انتشار، در صدر جدول تک‌آهنگ‌های استرالیا قرار گرفت و در ۱۰۰ ترانه داغ مجلهٔ بیلبورد ایالات متحده نیز به رتبهٔ هفتم رسید. این ترانه همچنین در چندین کشور دیگر به یکی از ۱۰ ترانهٔ برتر تبدیل شد.

## اجراهای زنده
ویل اسمیت این ترانه را به‌صورت زنده در جوایز انتخاب کودکان ۲۰۰۵ شبکهٔ نیکلودئون به‌همراه آلیسون استونر، از اعضای سابق جم‌ایکس کیدز، و مونیکا پارالز به‌عنوان رقصندگان پشتیبان خود در سن آنتونیو و پیش از بازی اول فینال ان‌بی‌ای ۲۰۰۵ بین تیم‌های دیترویت پیستونز و سن آنتونیو اسپرز اجرا کرد. اجرا در ۱۰۶ اند پارک شبکهٔ بت و همچنین در کنسرت لایو ۸ در فیلادلفیا نیز از جمله اجراهای زندهٔ دیگر این ترانه بوده‌اند.

## عملکرد تجاری
«سوئیچ» پرفروش‌ترین تک‌آهنگ اسمیت از آلبوم «گمشده و پیدا شده» بوده‌است. در جدول مورخ ۱۶ آوریل ۲۰۰۵ ترانه‌های داغ دیجیتال مجلهٔ بیلبورد، این ترانه با فروش ۴۰٬۰۰۰ نسخهٔ دیجیتال در رتبهٔ نخست جدول قرار گرفت. این ترانه سپس به رتبهٔ هفتم در ۱۰۰ ترانهٔ داغ بیلبورد رسید و به سومین و آخرین ترانهٔ اسمیت تبدیل شد که در جدول ۱۰۰ ترانهٔ داغ، به ۱۰ ترانهٔ برتر راه می‌یافت. این ترانه در کانادا و استرالیا نیز به رتبهٔ اول رسید و به‌مدت یک هفته در این جایگاه باقی ماند، و در بریتانیا نیز رتبه چهارم را به خود اختصاص داد.

## فهرست قطعات
| سی‌دی تبلیغاتی ایالات متحده 1. «سوئیچ» (نسخهٔ آلبوم) — ۳:۱۷ 2. «سوئیچ» (بی‌کلام) — ۳:۱۵ 3. «سوئیچ» (آکاپلا) — ۳:۱۵ سی‌دی تک‌آهنگ بریتانیا و استرالیا 1. «سوئیچ» — ۳:۱۷ 2. «سوئیچ» (ریمیکس آراندبی اصلی) — ۳:۴۷ (۳:۴۶ در استرالیا) 3. «سوئیچ» (ریمیکس بی‌کلام آراندبی) — ۳:۴۸ 4. «سوئیچ» (ویدئو) — ۳:۳۰ سی‌دی تک‌آهنگ اروپا 1. «سوئیچ» — ۳:۱۷ 2. «سوئیچ» (ریمیکس آراندبی اصلی) — ۳:۴۶ | تک‌آهنگ سی‌دی ماکسی اروپا 1. «سوئیچ» — ۳:۱۷ 2. «سوئیچ» (ریمیکس آراندبی اصلی) — ۳:۴۶ 3. «سوئیچ» (ریمیکس بی‌کلام آراندبی) — ۳:۴۸ دانلود دیجیتال 1. «سوئیچ» — ۳:۱۶ دانلود دیجیتال – ریمیکس 1. «سوئیچ» (ریمیکس آراندبی) (دونفره به‌همراه رابین تیک) — ۳:۴۶ |

## عوامل و پرسنل
عوامل از یادداشت‌های تک‌لاین سی‌دی استرالیا برداشته شده‌اند.
استودیوها
- ضبط شده در استودیوی بوم بوم روم (لس آنجلس، کالیفرنیا، ایالات متحده) و استودیو کاتینگ روم (نیویورک)
- میکس در بوم بوم روم (لس آنجلس، کالیفرنیا، ایالات متحده)

پرسنل
- ویل اسمیت – نویسندگی (با نام ویلارد اسمیت)، آواز
- کوامه هالند – نویسندگی، تهیه‌کنندگی (با نام کوامه «کی۱ میل»)
- لنی بنت - نویسندگی
- او. بنگا – تهیه‌کنندگی آواز
- پیت نواک، دیلان مارگروم - مهندسان ضبط
- کوین (KD) دیویس – میکس

## جدول‌های موسیقی
| جدول (۲۰۰۵)                                                    | بهترین جایگاه |
| -------------------------------------------------------------- | ------------- |
| استرالیا (ای‌آرآی‌ای)                                            | ۱             |
| استرالین اربان (ای‌آرآی‌ای)                                      | ۱             |
| اتریش (او۳ تاپ ۴۰ اتریش)                                       | ۷             |
| بلژیک (اولتراتاپ ۵۰ فلاندرز)                                   | ۲             |
| بلژیک (اولتراتاپ ۵۰ والونی)                                    | ۱۴            |
| کانادا سی‌اچ‌آر/پاپ تاپ ۳۰ (رادیو اند رکوردز)                    | ۴             |
| دانمارک (ترک‌لیسن)                                              | ۱۴            |
| اروپا (۱۰۰ آهنگ داغ یوروچارت)                                  | ۴             |
| آلمان (جدول‌های رسمی آلمان)                                     | ۴             |
| یونان (آی‌اف‌پی‌آی)                                               | ۳۸            |
| مجارستان (رادیوس تاپ ۴۰)                                       | ۳۴            |
| مجارستان (۴۰ آهنگ رقص برتر)                                    | ۱۱            |
| ایرلند (ایرما)                                                 | ۴             |
| ایتالیا (فیمی)                                                 | ۸             |
| هلند (۴۰ آهنگ برتر)                                            | ۴             |
| هلند (۱۰۰ تک‌آهنگ برتر)                                         | ۳             |
| نیوزیلند (ریکوردد میوزیک ان‌زد)                                 | ۳             |
| اسکاتلند (اوسی‌سی)                                              | ۴             |
| سوئیس (شوایزر هیت‌پاراد)                                        | ۱۳            |
| تک‌آهنگ‌های بریتانیا (اوسی‌سی)                                    | ۴             |
| آراندبی/هیپ هاپ بریتانیا (اوسی‌سی)                              | ۳             |
| بیلبورد هات ۱۰۰ ایالات متحده                                   | ۷             |
| ۴۰ تک‌آهنگ برتر بزرگسالان ایالات متحده (بیلبورد)                | ۴۰            |
| فوران‌کننده زیر ترانه‌های آراندبی/هیپ-هاپ ایالات متحده (بیلبورد) | ۲۳            |
| ۴۰ آهنگ برتر جریان اصلی ایالات متحده (بیلبورد)                 | ۴             |

| جدول (۲۰۰۵)                         | جایگاه |
| ----------------------------------- | ------ |
| استرالیا (ای‌آرآی‌ای)                 | ۶      |
| اربن استرالیا (ای‌آرآی‌ای)            | ۴      |
| اتریش (او۳ تاپ ۴۰ اتریش)            | ۵۶     |
| بلژیک (اوتراتاپ ۵۰ فلاندرز)         | ۱۷     |
| بلژیک (اولتراتاپ ۵۰ والونی)         | ۶۲     |
| اروپا (۱۰۰ آهنگ داغ یوروچارت)       | ۳۶     |
| آلمان (جدول‌های رسمی آلمان)          | ۴۰     |
| ایرلند (آی‌آرام‌ای)                   | ۲۰     |
| هلند (۴۰ آهنگ برتر هلند)            | ۲۳     |
| هلند (۱۰۰ تک‌آهنگ برتر)              | ۳۹     |
| نیوزیلند (ریکوردد میوزیک ان‌زد)      | ۸      |
| رومانی (۱۰۰ آهنگ برتر رومانی)       | ۱۷     |
| سوئیس (شوایزر هیت‌پاراد)             | ۴۹     |
| تک‌آهنگ‌های بریتانیا (اوسی‌سی)         | ۱۵     |
| ۱۰۰ تک‌آهنگ داغ بیلبورد ایالات متحده | ۲۸     |

| جدول (۲۰۰۰–۲۰۰۹)    | جایگاه |
| ------------------- | ------ |
| استرالیا (ای‌آرآی‌ای) | ۹۸     |

## گواهینامه‌ها
| منطقه                                                              | گواهی  | واحد گواهی‌شده/فروش |
| ------------------------------------------------------------------ | ------ | ------------------ |
| استرالیا (آی‌اف‌پی‌آی استرالیا)                                       | پلاتین | ۷۰٬۰۰۰^            |
| نیوزیلند (آرآی‌ای‌ان‌زد)                                              | طلا    | ۵٬۰۰۰*             |
| بریتانیا (بی‌پی‌آی)                                                  | نقره   | ۲۰۰٬۰۰۰^           |
| ایالات متحده (آرآی‌ای‌ای)                                            | طلا    | ۵۰۰٬۰۰۰*           |
| * رقم فروش تنها بر پایهٔ گواهی‌ها. ^ رقم توزیع تنها بر پایهٔ گواهی‌ها. |        |                    |

## تاریخچه انتشار
| منطقه        | تاریخ         | فرمت(ها)                           | ناشر(ها)         | م.     |
| ------------ | ------------- | ---------------------------------- | ---------------- | ------ |
| ایالات متحده | ۱۴ فوریهٔ ۲۰۰۵ | ریتمیک معاصر رادیو برترین‌های معاصر | اینترسکوپ آوربوک | [ ۵۶ ] |
| ایالات متحده | ۱۵ فوریهٔ ۲۰۰۵ | دانلود دیجیتال                     | اینترسکوپ آوربوک | [ ۹ ]  |
| ایالات متحده | ۲۸ فوریهٔ ۲۰۰۵ | رادیو شهری                         | اینترسکوپ آوربوک | [ ۵۷ ] |
| استرالیا     | ۱۴ مارس ۲۰۰۵  | سی‌دی                               | اینترسکوپ آوربوک | [ ۵۸ ] |
| ایالات متحده | ۱۵ مارس ۲۰۰۵  | دانلود دیجیتال (ریمیکس)            | اینترسکوپ آوربوک | [ ۱۰ ] |
| بریتانیا     | ۲۱ مارس ۲۰۰۵  | سی‌دی                               | اینترسکوپ آوربوک | [ ۵۹ ] |